# Flammes sur l'Adriatique
Pour plus de détails, voir Fiche technique et Distribution.
Flammes sur l'Adriatique est un film franco-yougoslave réalisé par Alexandre Astruc et sorti en 1968.

## Synopsis
En avril 1941, l'équipage du destroyer yougoslave ''Zagreb'' est confronté à l'invasion de la Yougoslavie par les forces de l'Axe. Quand l'armistice survient, un lieutenant tente de convaincre le commandant du navire de résister aux injonctions de la hiérarchie militaire selon lesquelles le bâtiment doit être désarmé et remis aux autorités allemandes.

## Fiche technique
- Titre : Flammes sur l'Adriatique
- Réalisation : Alexandre Astruc
- Scénario : Meša Selimović
- Dialogues : Jean Curtelin
- Photographie : Jean-Jacques Rochut
- Musique : Pierre Jansen
- Montage : Jacques Gaillard
- Production : Films de La Boétie - Studio Film Sarajevo
- Pays de production :  France -  Yougoslavie
- Durée : 100 minutes
- Date de sortie :
  - France : 18 août 1968

## Distribution
- Gérard Barray : Michel (Milan Spasić (en))
- Claudine Auger : Mirjana
- Antonio Passalia : Serge (Sergej Mašera (en))
- Raoul Saint-Yves : Dr Baric
- Tatjana Beljakova : Veronica
- Relja Basic (en) : le capitaine